# Bashāb
Bashāb (persiska: بشاب) är en ort i Iran.   Den ligger i provinsen Östazarbaijan, i den nordvästra delen av landet, 500 km nordväst om huvudstaden Teheran. Bashāb ligger 1 009 meter över havet och antalet invånare är 455.
Terrängen runt Bashāb är lite bergig, och sluttar norrut.Runt Bashāb är det ganska glesbefolkat, med 42 invånare per kvadratkilometer. Närmaste större samhälle är Abīsh Aḩmad, 16,5 km öster om Bashāb. Trakten runt Bashāb består till största delen av jordbruksmark.